# روجر خان
روجر خان (بالإنجليزية: Roger Kahn)‏ هو سياسي أمريكي، ولد في 28 يناير 1945 بمونرو في الولايات المتحدة. حزبياً، نشط في الحزب الجمهوري. وقد انتخب عضو مجلس ولاية ميشيغان وانتخب عضو مجلس نواب ميشيغان ‏.